# 春日神社 (練馬区)
春日神社（かすがじんじゃ）は、東京都練馬区春日町にある神社。所在地の町名「春日町」は、当社に由来する。

## 歴史
創立の経緯に関しては不明となっている。『北豊島郡神社史』に経緯が記されており、それによると鎌倉時代、工藤祐宗（工藤祐経の孫）が、源頼朝に従って奥州合戦に向かう途中、自分の先祖の藤原氏の氏神である春日大社の祭神をここに勧請して、戦勝を祈願したのにはじまると記されている。ただし伊藤経一はこの説について信憑性が乏しいと評している。文明年間（1469年-1486年）には練馬城主の豊島泰経は、一族の守護神として当社を深く崇敬した。この信憑性に関して伊藤は練馬城との関係性に触れるに留めている。豊島氏没落後、あとの城主海老名左近はここを居館の一部とした。
中世から江戸時代にかけて、本社は十羅刹女（じゅうらせつにょ）社と呼ばれ、近隣の仏教守護と子供愛護の信仰の拠り所となっていた。明治時代に入ると神仏分離で呼び名が替えられた。十羅刹女社は隣の寿福寺へ、祭神は春日神社として祭られた。境内には2004年時点でも力石など、十羅刹女と呼ばれたころの名残が残っている。

## 民俗
雨乞いの場として、武州御嶽山が高松地域の雨乞いの神様だったため、ここの滝の水を汲んできて春日神社で神主による祝詞後水を石神井川に流す儀式の場となっていた。

## 年中行事
- 例大祭　9月15日[8]

## 境内
境内は主に、春日造りの本殿と拝殿からなる社殿、神楽殿、絵馬殿、社務所と、3つの末社からなる。本殿は大正6年(1917年)に新築されたもので、神楽殿は昭和31年（1956年）、絵馬殿は昭和40年（1965年）に改築された。境内の南面には、本殿と相対して神明鳥居が建っている。

### 境内社

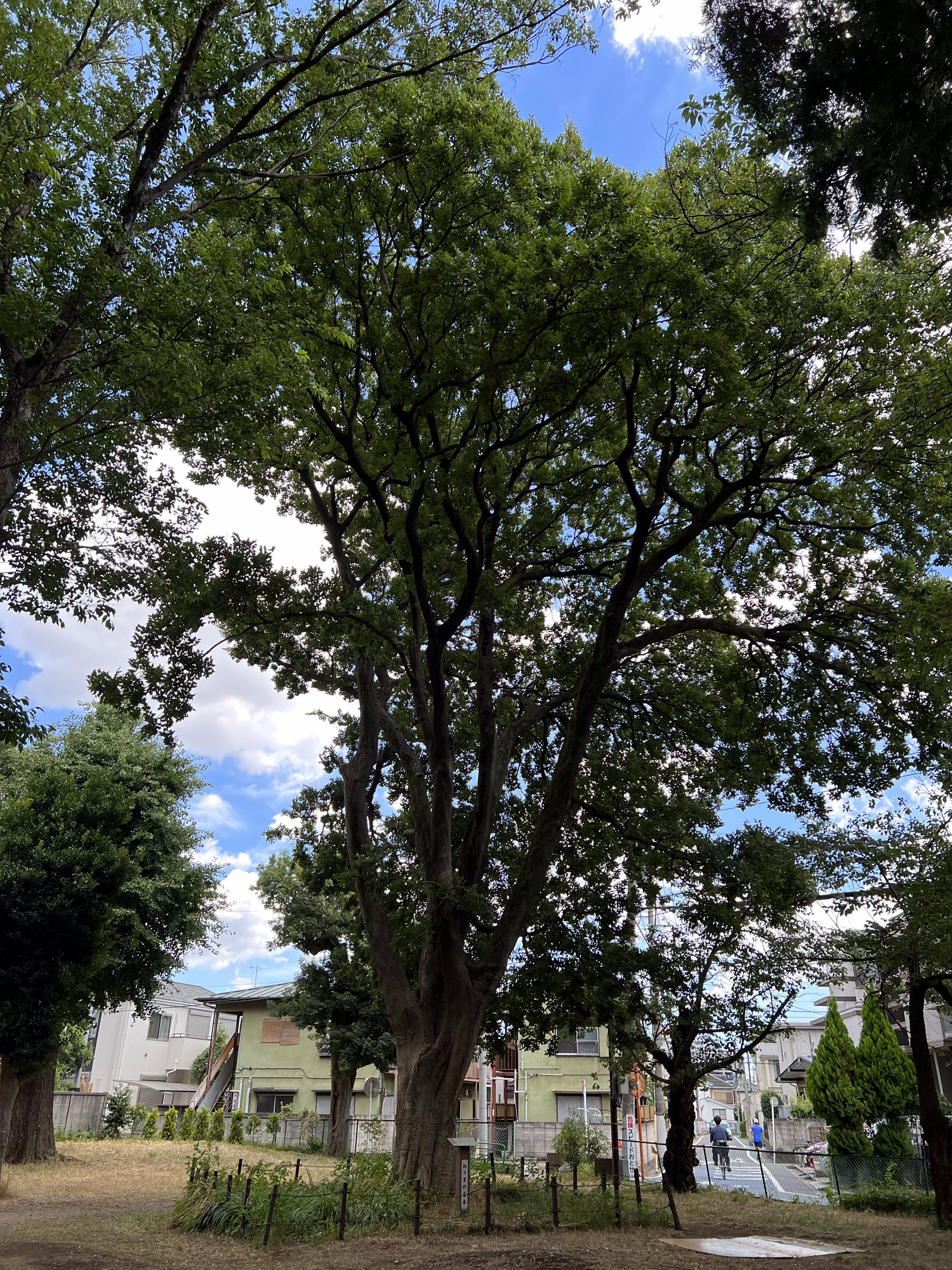
境内のエノキ

境内社は本殿を正面にした右側に稲荷神社、左側に三峯神社と第六天神社が並んでいる。
- 稲荷（いなり）神社
  - 祭神：宇迦之御魂命（うかのみたまのみこと）
- 三峯（みつみね）神社
  - 祭神：火産霊命神（ほむすびのかみ）
- 第六天神社
  - 祭神：面足之命（おもだるのみこと）
- その他
  - エノキ（ねりまの名木）

## 絵馬
絵馬殿には以下の絵馬が奉納されている。
| 図柄 | 画像 | 画題                 | サイズ  | 制作年                     |
| ---- | ---- | -------------------- | ------- | -------------------------- |
| 物語 |      | 富士の巻狩り<□友筆>  | 121×176 | 1834年                     |
| 物語 |      | 鞍馬山の牛若丸<寿僢> | 145×163 | 1840年                     |
| 歌仙 |      | 六歌仙               | 106×121 | 1846年                     |
| 祭礼 |      | 神楽                 | 55×66   | 1867年                     |
| 物語 |      | 弁慶と牛若丸         | 112×152 | 1896年                     |
| 祭礼 |      | 神舞                 | 55×75   | 1903年                     |
| 祭礼 |      | 神舞                 | 56×76   | 1910年                     |
| 祈願 |      | 高砂                 | 45×64   | 1912年～1926年（大正年代） |

## 交通アクセス
- 鉄道
  - 都営大江戸線 練馬春日町駅下車
  - 西武池袋線豊島園駅下車20分

## 石造物
- 狛犬 文久元年（1861）長谷川太左衛門寄進、大正6年再建[11]
- 幟石 慶応2年（1866）[12]
- 力石[13]
- 灯籠[14]
- 鳥居[15]
- 水盤 天保7年（1836）篠田藤五郎寄進[16]
- 庚申塔

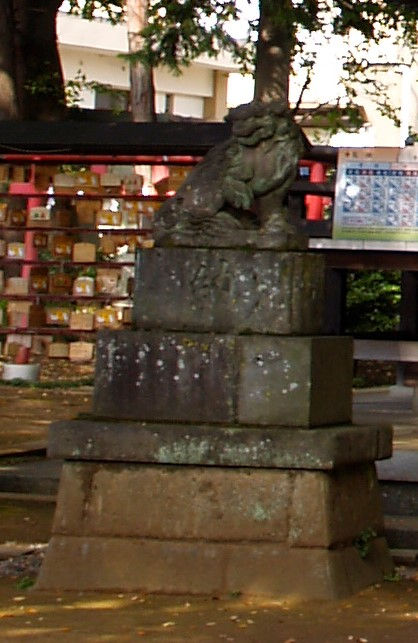
狛犬左側
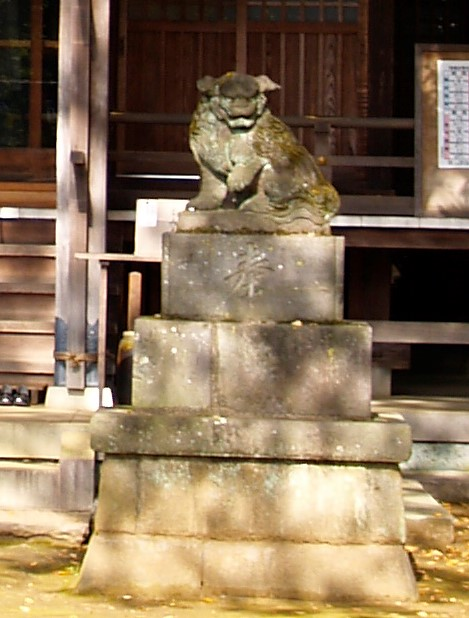
狛犬右側
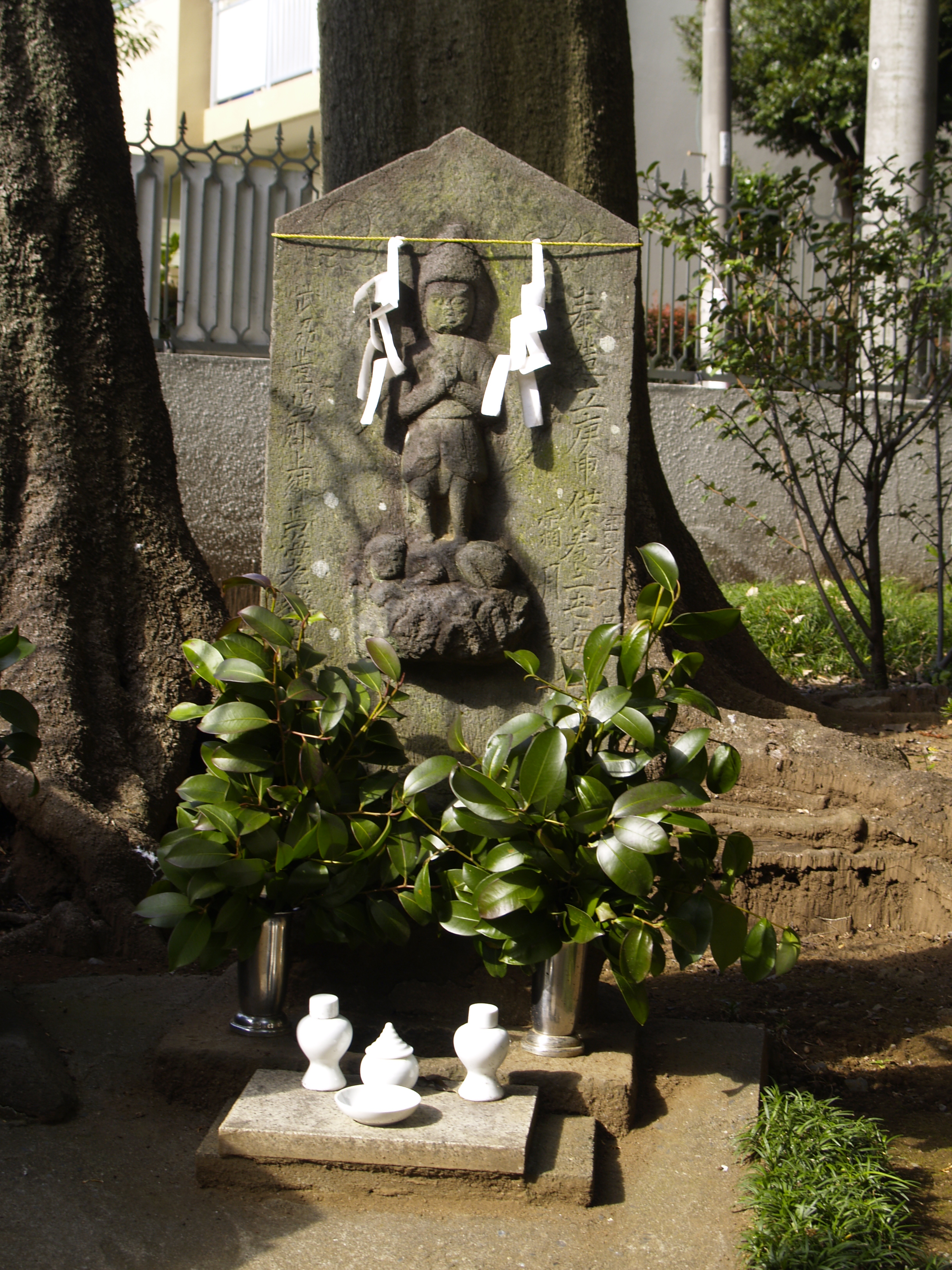
庚申塔